# Sycamore Partners
Sycamore Partners er en amerikansk kapitalfond, der er baseret i New York City og er specialiseret i detailhandel og forbrugerinvesteringers. De har en kapital på ca. 10 mia. $.
Sycamore Partners blev etableret i 2011 af Stefan Kaluzny og Peter Morrow.